# 革砥

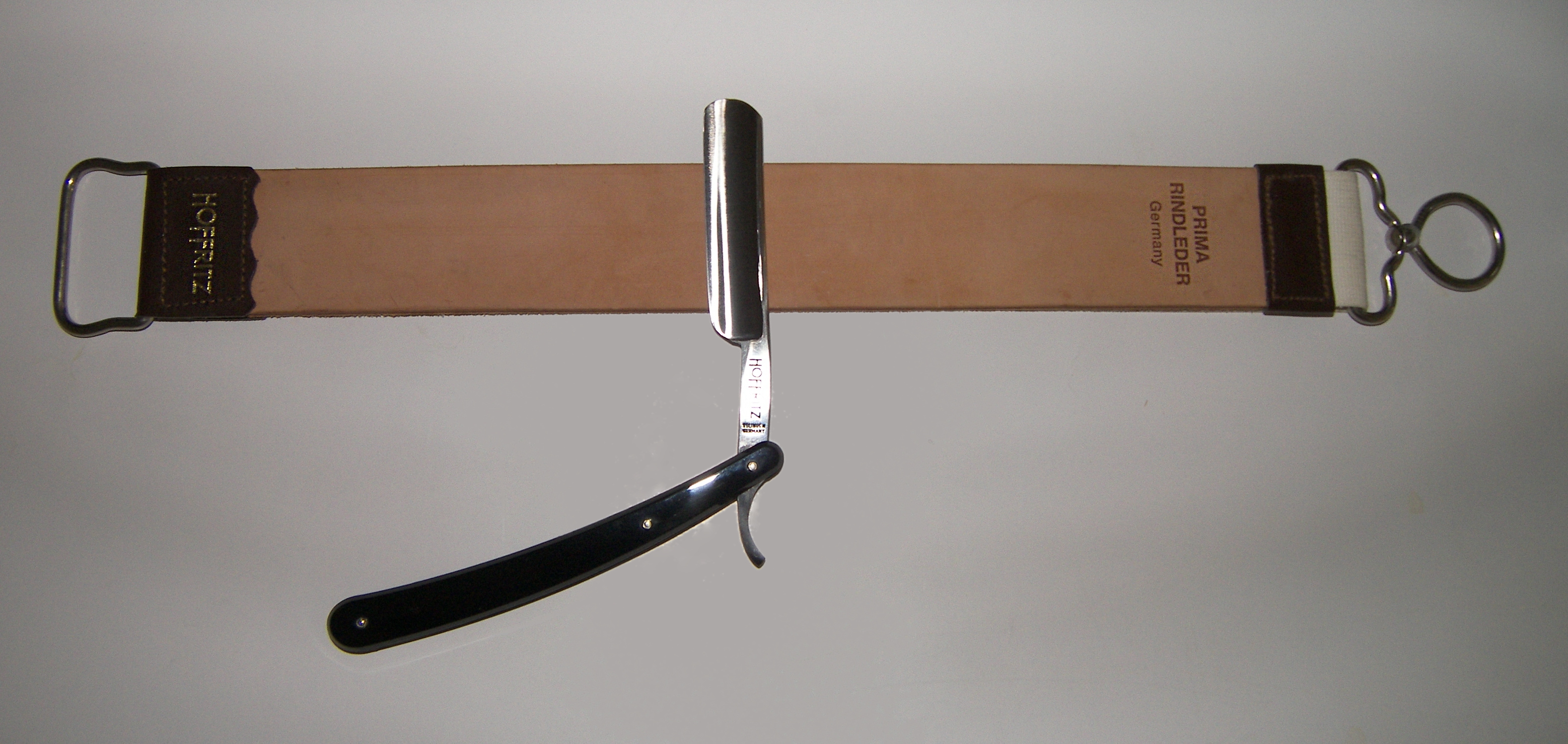
剃刀と革砥

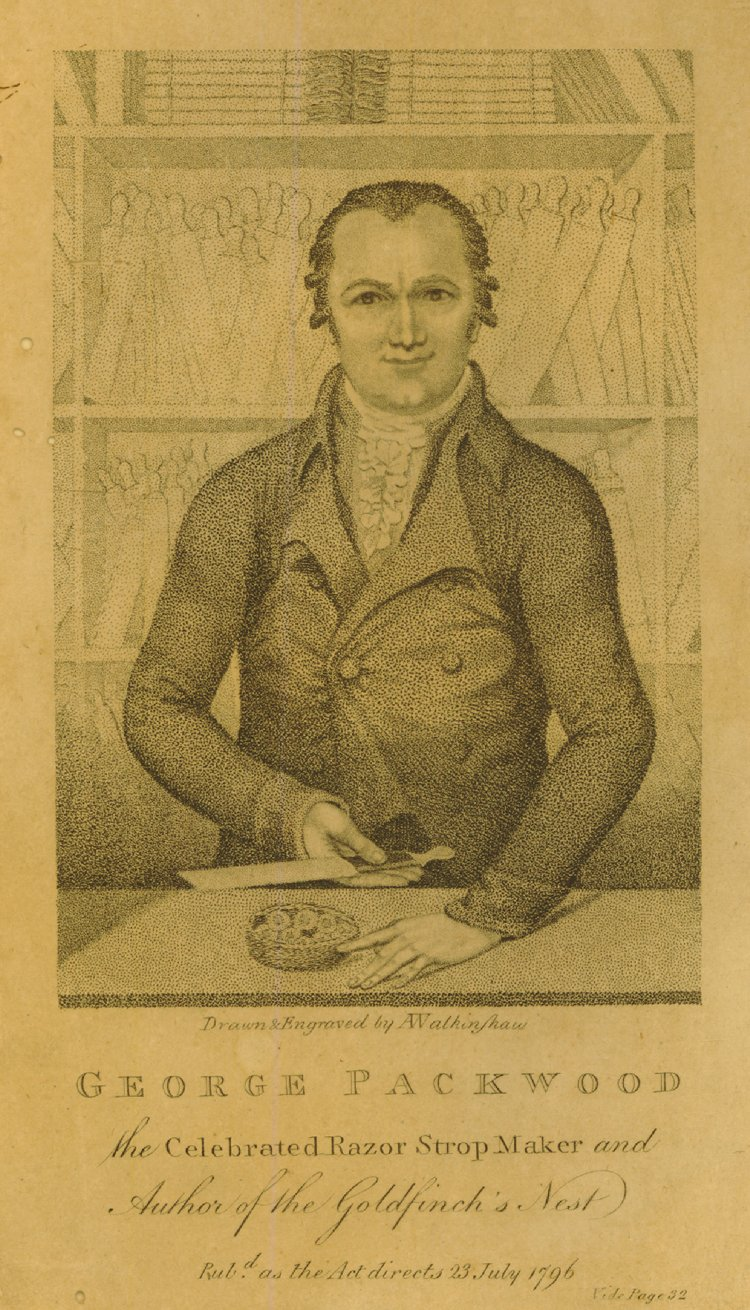
最初に革砥とペーストによる剃刀の研磨方法を考案したジョージ・パックウッド

革砥（かわと、英: strop）とは、剃刀やナイフなどの刃物の研磨やその仕上げに使われる、表面を滑らかにした細長い帯状の革、あるいは革を細長い長方形の板に貼り付けたものである。なお、英語での"strop"は革を使ったものに限定されず、布砥やペーストを塗って刃物の研磨に使うバルサ材なども包括している。

## 歴史
元々イギリスにおいて剃刀を研磨する道具として、ジョージ・パックウッド（George Packwood）が1794年に研磨用のペーストと一緒に発表したものが広く使われるようになったものとしては最初である

。
大英博物館に残されているパックウッドの肖像画を見る限りでは、それは皮革をおそらく板状のものに張り付けたもので、研磨用のペーストも確認できる。いわゆるストレートレザー（西洋剃刀）が最初に大量に生産されたのは、18世紀英国のシェフィールドにおいてである。パックウッドはイギリスにおいて最初に日用品の広告を行った人として知られている。
なお、欧米では日本のように刃物全般を砥石を使って研ぐということは21世紀の現在でも一般的ではない。

## 効果
革砥を使った刃物の研磨には、パックウッドが最初に考案したように、研磨剤を革砥の上に付けて研磨するラッピング（lapping、ラップ仕上げ）と、革砥だけを使用するストロッピング(stropping）の2つの方法がある。